# Kevin Cheng
Keving Cheng (San Francisco, 15 augustus 1969) (jiaxiang: Guangdong, Foshan) is een Chinees-Amerikaanse TVB-acteur, zanger en fotomodel. Chow Yun Fat en Mel Gibson zijn zijn favoriete acteurs en hij houdt van Jacky Cheungs liedjes.
De beginliederen van Yummy Yummy, Trimming Success, Under the Canopy, Life Art, Devil's Disciples, The Seventh Day (TVB) zijn door hem gezongen. Ook heeft hij het eindlied van Yummy Yummy gezongen.

## Televisieseries
- Burning Flame II (2002)
- Slim Chances (2002)
- Loving You II (2002)
- Point of No Return (2003)
- Not Just A Pretty Face (2003)
- Life Begins At Forty (2003)
- Hard Fate (2004)
- Placebo Cure (2004)
- Split Second (2004)
- Food for Life (2005)
- Trimming Success (2006)
- Under the Canopy of Love (2006)
- Devil's Disciples (2007)
- Life Art (2007)
- The Ultimate Crime Fighter (2007)
- The Seventh Day (2008)
- Forensic Heroes II (2008)
- Last One Standing (2008)
- Burning Flame III (2009)
- Beyond the Realm of Conscience (2009)
- A Fistful of Stances (2010)
- Home Troopers (2010)
- Only You (2011)
- Ghetto Justice (2011)
- Bu Bu Jing Xin (2011)
- Mystery in the Palace (2012)
- Gloves Come Off (2012)
- Ghetto Justice II (2012)
- Eye In The Sky (2015)